# Сенькачум
Сенькачу́м — деревня в Андрейшурском сельском поселении Балезинского района Удмуртии.

## География
Деревня находится по средине между селом Андрейшур и деревней Верх-Туга.
В деревне имеются одна улица — Уральская.

## Население
| 2010 | 2012 | 2014 |
| ---- | ---- | ---- |
| 3    | ↘1   | →1   |